# フレデリック・キースラー
フレデリック・ジョン・キースラー（英語: Frederick John Kiesler, 1890年9月22日 - 1965年12月27日）は、オーストリア・ハンガリー帝国のチェルノヴィッツ（現在のウクライナ・チェルニウツィー）生まれの建築家、画家、彫刻家。劇場建築などを主に手がけ、世界で初めて建築的な映画の専門の場を作った人物であり、ニューヨークで没した。「無限の彫刻」（Endless Sculptures）という言葉を生み出した。

## 人物
オーストリア・ハンガリー帝国のチェルノヴィッツ（現・ウクライナのチェルニウツィー）生まれのキースラーは、フリードリヒ・ヤコブと名付けられた。1908年から1909年までウィーン工科大学で学び、その後1910年から1912年に同じ都市の絵画芸術アカデミーで絵画と版画を学んで1913年7月、卒業証書を取得せずに自主退学した。工科大学の建築専門課程は修了していない。
1920年から短い間であるがアドルフ・ロースの下で働いている。1920年代にベルリンとウィーンで舞台芸術や展示会場のデザインで活躍した。1923年からデ・ステイルの会員にも名を連ねる。キースラーは活動の初期から当時のヨーロッパ前衛芸術家と広く交際があり、シュルレアリストやマルセル・デュシャンと共同作業を行っていた。建築家でもあったが、建築を建てない建築家「アンビルドアーキテクト」として有名であり、魔法の建築家「マジックアーキテクト」とも呼ばれた。
主にアメリカで作品を発表をしたが、建築家フィリップ・ジョンソンをして、「キースラーほど建築を建てないで有名な建築家はいない」と言わしめた。
元コロンビア大学大学院教授であり、ニューヨークにある同学の研究機関コルリエーション研究所の代表も務めた。
エンドレスハウスを代表作として、現代建築思潮の先駆けとなる理念を50年前から提唱していたという点は、特筆に値する。その著作の主題は広範で、理論研究は2本のいわば長い宣言文とも言える論考にまとめた。1本目は記事「近代建築における疑似機能主義」(『en:Partisan Review』、1949年7月) 、2本目はそれを発展させた書籍『店舗とその商品陳列に応用された現代美術』である。
1920年にシュテファニー（シュテフィ）・フリッシャー（1897年–1963年）と結婚すると、夫妻は1926年にニューヨーク市に拠点を移し、やがて帰化すると亡くなるまで暮らした。妻のシュテフィ・キースラーは必ず再婚するように言い遺して1963年9月に亡くなる。翌1964年、長年、キースラーの秘書を務め、支持者でもあったリリアン・オリンジーをキースラーは後妻に迎えた。1965年5月には本の神殿がエルサレムで落成し、式典に臨むためキースラーはエルサレムに赴く。その7か月後にニューヨーク市で没した。
キースラーは1952年にニューヨーク近代美術館により「20世紀半ばを代表する15人の芸術家」のひとりに選ばれ、またシカゴのグラハム財団フェローに招かれた（1957年）にもかかわらず、同時代の建築家からしばしば敬遠された。イスラエルの同時代の建築家たちはen:ユダヤ人ではあってもイスラエル国籍はないキースラーとバルトスを、作品『本の神殿』（1957–1965年）の建築家とは長く認めなかった。キースラーに対する反発は募り、ニューヨーク州から建築士免許を1930年に交付されていたが建築学の勉強を修めていないこと、建築物を建てた経験がない点を突かれて、コロンビア大学の同僚には「キースラーは木材2枚を固定する場合、釘やネジなど知らないとでもいうふりをする。さまざまな金属合金の引張強度を試験したり、方法や形状を試したりして半年を費やし、2枚の木材を固定する点でネジとほぼ同じ機能だが非常に高価な装置を考えつくのだ」と冗談を言った。

## フレデリック・キースラー建築芸術賞
オーストリアのウィーンにあるフレデリック&リリアン・キースラー財団はオーストリア共和国とウィーン市および数名の個人後援者がフレデリック・キースラーの資産を取得して1997年に設立され、キースラーの遺産調査と、それを現在の建築および芸術作品に反映させることを趣旨とする。
キースラー未亡人のリリアンの強い希望により、フレデリック・キースラー建築芸術賞はオーストリアの賞として1997年に設立の運びとなった。同賞は副賞5万5000ユーロを設け、授与者はオーストリアとウィーン市が2年ごとに交互に担当する。国際的な専門家審査員団は理論家と芸術家、建築家で構成し、「建築と芸術において分野の伝統的な境界を越えており、フレデリック・キースラーの実験的で革新的な姿勢と『相関芸術』の理論に関連のある並外れた業績」を受賞対象と定めた。歴代の受賞者を以下に示す。
| 授賞年 | 授賞者                                                                                           |
| ------ | ------------------------------------------------------------------------------------------------ |
| 1998   | フランク・ゲーリー                                                                               |
| 2000   | ジュディス・バリー（ウィキデータ）                                                               |
| 2002   | セドリック・プライス                                                                             |
| 2004   | アシンプトート（ウィキデータ）、ハニ・ラシド（ウィキデータ） + Lise Anne Couture（ウィキデータ） |
| 2006   | オラファー・エリアソン                                                                           |
| 2008   | 伊東豊雄                                                                                         |
| 2010   | Heimo Zobernig（ウィキデータ）                                                                   |
| 2012   | Andrea Zittel                                                                                    |
| 2014   | ブルース・ナウマン                                                                               |
| 2016   | Andrés Jaque（ウィキデータ）                                                                     |
| 2018   | ヨナ・フリードマン                                                                               |
| 2021   | シアスター・ゲイツ（ウィキデータ）                                                               |
| 2024   | 石上純也                                                                                         |
|        |                                                                                                  |

## 展覧会
| 時期                           | 題名                                                               | 展示施設                               | 都市名                  | 備考 |
| ------------------------------ | ------------------------------------------------------------------ | -------------------------------------- | ----------------------- | ---- |
| 1954年9月27日 – 10月19日       | "Galaxies by Kiesler"                                              | シドニー・ジャニス画廊（ウィキデータ） | ニューヨーク市          | 0000 |
| 1975年                         | "Frederick Kiesler"                                                | ウィーン応用美術大学                   | ウィーン                |      |
| 1988年 –                       | "Friedrich [原文ママ] Kiesler—Visionär, 1890–1965"                 | ウィーン・ルートヴィヒ財団近代美術館   | ウィーンと巡回展示      |      |
| 1989年                         | "Frederick Kiesler"                                                | ホイットニー美術館                     | ニューヨーク市          |      |
| 1995年                         | "Frederick Kiesler: arte, architettura, ambiente"                  |                                        | イタリア、ミラノ        |      |
| 1996年7月3日 – 10月21日        | "Frédérick Kiesler, artiste-architecte"                            | ポンピドゥー・センター - 北棟          | パリ                    |      |
| 2000年12月6日 – 2001年2月25日  | "Frederick J. Kiesler: Endless Space"                              | シンドラー自邸（ウィキデータ）         | ロサンゼルス            |      |
| 2008年                         | "Frederick Kiesler: Co-Realities"                                  | ドローイング・センター（ウィキデータ） | ニューヨーク市          |      |
| 2012年10月25日 – 2013年2月25日 | "Die Kulisse explodiert. Friedrich Kiesler und das Theater"        | オーストリア演劇博物館（ウィキデータ） | ウィーン                |      |
| 2013年3月20日 – 6月23日        | Museum Villa Stuck                                                 | 巡回展                                 | - ウィーン - ミュンヘン |      |
| 2016年                         | "Frederick Kiesler: Life Visions"                                  | オーストリア応用美術博物館             | ウィーン                |      |
| 2016年6月15日 – 9月25日        | "Inside the Endless House. Re-Reading Friedrich/Frederick Kiesler" | オーストリア応用美術博物館             | ウィーン                |      |
| 2017年3月11日 – 6月11日        | "Friedrich Kiesler: Architect, Artist, Visionary"                  | マーティン・グロピウス会館（英語版）   | ベルリン                |      |
| 2024年2月25日 – 5月26日        | "Frederick Kiesler: Us, You, Me"                                   | Kunsthaus Zug, Zug                     |                         |      |
| 2024年4月25日 – 7月28日        | "Frederick Kiesler: Vision Machines"                               | ユダヤ博物館（英語版）                 | ニューヨーク            |      |

## 日本の芸術家との関係
メディア・アーティストで知られる山口勝弘はキースラーに師事した。
キースラーの死後に伊東豊雄（2009年）、石上純也（2024年）がフレデリック・キースラー建築芸術賞を受けた。

## 作品
1950 年代に「ギャラクシーズ」（惑星群）と呼んで制作した一連の作品（「Horse Galaxy」など）は、壁から突き出した複数のパネルで宇宙（space）を表現した。絵画と彫刻、ドローイングを組み合わせて、それらを1つにまとめたユニットという形態である。キースラーは、それぞれの構成要素同士の空間（space）に絵画自体と同等の価値を認めて、作品全体の「内なる必然性」を反映させ「現実の私たちの身体と呼吸」の関係と等しいと述べた。
多面的な絵画の着想を得たわずか数年前に広島と長崎への原爆投下があり、当時の政治や社会の混乱からキースラー自身が受けた感覚が投影された。
Us, You, Me
キースラーは彫刻作品にも同様の哲学を取り入れて個々の作品に特定の配置を与えると、人間とデザインの関係をさらに明確に理論化しようと試みる。インスタレーション作品「Us, You, Me」は1963-1965年に完成、大小の作品をそれぞれブロンズやアルミニウム、木材、花崗岩、コンクリートなどで制作して構成した（仮題「私たち、あなたたち、私」）。展示はアイオワ大学美術館英語版（1995年）、パリッシュ美術館英語版（2003年）、またハンターカレッジが主催しタイムズスクエア・ギャラリー展（2004年）を実施した。舞台美術にたずさわったキースラーは彫刻を風景ととらえる発想を得て、現代生活の根底にある不安を象徴する主題をこの作品に反映した。
ブケファロス
最晩年の彫刻「ブケファロス」はアレクサンダー大王の軍馬ブケパロスに触発され、鑑賞者が中に入って瞑想する洞窟として使われる設定であった。制作にあたりキースラー自身と助手のレン・ピトコウスキー（Len Pitkowsky）は素材にコンクリートとメッシュを構想し（1962年–1965年）、キースラー没後の2006年から2008年にかけて素材をアルミニウムに替え、ポリッチ・タリックス鋳造所で鋳造した（ニューヨーク州オレンジ郡ロック・タバーン）。

### 主な作品
- Horse Galaxy（1954年）
- Us, You, Me（1963-1965年）
- エンドレスハウス（MOMAニューヨーク近代美術館、ニューヨーク）[注釈 4]
- マジック・アーキテクチャー（建築理論）
- 本の神殿（エルサレム）（1957–1965年）
- ブケファロス（構想1962年–1965年、製作2006年–2008年）

## 主な著作
- Kiesler, Frederick『Internationale Ausstellung Neuer Theatertechnik : Im Rahmen Des Musik-Und- Theaterfestes Der Stadt Wien 1924』展示図録、プログラム、年譜（ウィーン：Kunsthandlung Würthle & Sohn.）仮訳：〔国際新演劇技術展。1924年開催、ウィーン市の音楽と演劇の祭典の一環として〕　
  - 復刊、FREDERICK JOHN KIESLER、現代美術振興協会（Gesellschaft zur Förderung Moderner Kunst）『Internationale Ausstellung Neuer Theatertechnik』Internationale Ausstellung Neuer Theatertechnik 編。1924年発行物の復刊（ウィーン：LÖCKER & WÖGENSTEIN、1975）
- Kiesler, Frederick; Rosenwald, Lessing J. (1930). Contemporary Art Applied to the Store and Its Display. Reference Collection. New York: Brentano. OCLC 1459158
- Kiesler, Frederick (1949). “Pseudo-Functionalism in Modern Architecture”. Partisan Review (New York):  733-742. OCLC 277232919.
- Kiesler, Frederick (1957-10). “The Art of Architecture for Art” (英語) (PDF). Art News 56 (6):  41–43.
- Kiesler, Frederick (2017). Monteiro, Stephen. ed. Building a cinema theatre. Bloomsbury Academic. 229–233. doi:10.5040/9781501311680.ch-021. OCLC 936219541. 国立国会図書館書誌ID:028010356 ISBN 9781501311697, 1501311697, 9781501311703, 1501311700。